# أنايس مالي
أنايس منغار مالي (بالفرنسية: Anais Mali) (مواليد 22 يناير 1991) عارضة أزياء فرنسية, عرفت بظهورها في عرض فيكتوريا سيكريت (2011).

## روابط خارجية
- Anais_Maliعلى تويتر.
- أنايس مالي على موقع دليل عارضات الأزياء (الإنجليزية)
- أنايس مالي في موديلز.كوم